# Politnetz.ch
Politnetz.ch war eine politisch und institutionell unabhängige Informations- und Kommunikationsplattform für Schweizer Politik. Sie wurde vom gemeinnützigen Verein Politnetz mit Sitz in Langenthal und der Politnetz AG mit Sitz in Zürich seit 2009 betrieben. Die Betreiber wollten den Austausch zwischen Politik und Bürgern intensivieren, die Möglichkeiten für eine demokratische Beteiligung der Bürger verbessern sowie mehr Transparenz innerhalb der politischen Institutionen und Prozesse fördern.
Die Plattform wurde von Thomas Bigliel geleitet. Der langjährige Geschäftsführer und Grimme-Preisträger verliess das Unternehmen 2014. Mit seinem Abgang verliess auch das bisherige Team das Projekt. Seit 27. März 2020 ist die Plattform nicht mehr online.

## Funktionsweise
Das 2009 gestartete Politik-Netzwerk richtet sich an Bürger und politische Entscheidungsträger. Qualität und Akzeptanz politischer Entscheidungen sollen durch die wechselseitige Beteiligung vergrössert werden.
Eine Registrierung ist kostenlos und eröffnet die Möglichkeit, sich an Debatten zu beteiligen. Beiträge, welche auf generelle Zustimmung stossen, können von den Benutzern bewertet werden. Inhalte werden in aufgearbeiteter Form von verschiedenen Medien weiterverwendet und in die eigene Berichterstattung aufgenommen. Die Funktionalität lehnt sich damit an den so genannten Graswurzel-Journalismus an, bei dem Bürger selbstbestimmt am gesellschaftlichen Diskurs teilnehmen.
Parteivertretern und Politiktreibenden steht eine zusätzliche und kostenpflichtige Plus-Mitgliedschaft zur Verfügung. Im Gegensatz zur kostenlosen Variante, die insbesondere von Bürgern genutzt wird, bietet die Plattform für Politiker während Wahlen die Möglichkeit, sich über selbstgewählte Themenschwerpunkte zu präsentieren. Anders als bei Entscheidungshilfen wie Smartvote und Vimentis wird dabei kein Fragebogen verwendet. Als Grund wird hierbei die Verständlichkeit genannt. Bedingt durch das föderative System der Schweiz, unterscheiden sich die Wahlsysteme und Verfahren in den einzelnen Kantonen zum Teil stark. Vom thematischen Schwerpunkt her gesehen, befasst sich Politnetz eher mit der Wahrnehmung der politischen Rechte und der Erhöhung des Politik-Verständnisses. Die Plus-Mitgliedschaften tragen zur Finanzierung des Portals bei.
Seit der Wintersession 2011 wertet Politnetz das Abstimmungsverhalten von Nationalräten aus. Grundlage liefert dabei eine enge Zusammenarbeit zwischen der Plattform und den eidgenössischen Parlamentsdiensten.
Seit Dezember 2018 kann auf Politnetz nicht mehr eingeloggt und somit nicht mehr diskutiert werden. Stand Mai 2020 ist Politnetz nicht mehr aufrufbar.

## Partner
Die Plattform unterhält verschiedene Partnerschaften mit lokalen und überregionalen Medien. So nimmt etwa das Schweizer Radio und Fernsehen (SRF) und die Pendlerzeitung 20 Minuten von Bürgern und Politikern erstellte Inhalte (User-generated content) in die eigene Berichterstattung auf.
Die Plattform arbeitet eng mit öffentlichen Stellen zusammen und möchte so erreichen, dass Bürgerinnen und Bürgern in die parlamentarischen Entscheidungsprozesse eingebunden werden. So greift beispielsweise die Webseite der schweizerischen Parlaments auf Abstimmungsvisualisierungen von Politnetz zurück. Im Januar 2013 wurde bekannt, dass Politnetz künftig auch kantonale Parlamente und deren Abstimmungsverhalten aufzeichnen möchte. Dies führte in den betroffenen Kantonen zum Teil zu Widerständen.

## Stöckligate-Kontroverse
Im Dezember 2012 geriet der Ständerat im Rahmen einer dreimaligen Falschauszählung einer Abstimmung zum Verbot von Reptilienhäuten in die Kritik. Politnetz konnte der in der Umgangssprache Stöckli («Altenteil») genannte Parlamentskammer neben der Reptilien-Abstimmung mehrere Fehler im Abstimmungsablauf nachweisen, worauf die weitere Berichterstattung unter dem Begriff Stöckligate zusammengefasst wurde. Da Politnetz den von Hand abstimmenden Ständerat filmte, drohten zwei Ständerate, namentlich Hannes Germann (SVP, Schaffhausen) und Paul Niederberger (CVP, Nidwalden), mit rechtlichen Konsequenzen. Auch prüfte das Büro des Ständerats Massnahmen, dessen Vizepräsident Hannes Germann ist. Da Politnetz zum damaligen Zeitpunkt als zutrittsberechtigtes Medium akkreditiert war und über eine Fotografie-Bewilligung verfügte, verzichtete das Büro des Ständerat im weiteren Verlauf auf rechtliche Schritte. Dieser Umstand führte in der Folge zu weiteren Unklarheiten. Nachdem Politnetz wegen eines hängigen Bewilligungsverfahrens vorläufig auf Film-Aufnahmen verzichtete, regten sich Zweifel, ob weitere Abstimmungen falsch ausgezählt wurden. Auf den öffentlichen Druck hin entschloss sich der Ständerat im Frühling 2013 bei Gesamt- und Schlussabstimmungen künftig elektronisch abzustimmen. Mit dem Entscheid zugunsten eines transparenteren Abstimmungsverfahrens endete die 160-jährige Tradition der Handabstimmung (siehe auch Kritik am ständerätlichen Abstimmungsverfahren).

## Organisation
Politnetz.ch erhebt den Anspruch, politisch unabhängig und neutral zu sein. Verwaltet wird sie von einer Aktiengesellschaft mit demselben Namen. Der Verein Politnetz ist Inhaber der Daten und stellt diese in anonymisierter und aggregierter Form für die Politnetz AG zum Zweck der Erstellung von politischen Meinungsumfragen, Trendanalysen und Statistiken bereit. Weiter beauftragt der Verein die AG mit Entwicklung und Unterhalt der Plattform.

## Auszeichnungen
2012 wurde Politnetz in der Rubrik „Data-Driven Applications“ als eines von sechs Projekten mit dem Data Journalism Award ausgezeichnet. Der von Google unterstützte Preis wurde vom ProPublica-Vorsitzenden Paul Steiger im Pariser Rathaus verliehen. Die Jury begründete ihre Wahl damit, dass Politnetz parlamentarische Daten verfügbar machen würde, die für die Öffentlichkeit schwierig zu finden und auszuwerten seien.

„This is a terrific project that exemplifies everything a good news app should. First, it is extremely well designed. Better than ours, I'm sorry to say. Beautiful, intuitive, approachable and meaty. Second, it brings into the light of day important information that heretofore was difficult for the public to find and digest. Outstanding work.“

Am 2. Mai 2013 wurde Politnetz aus 1600 Vorschlägen als eines von 28 preisverdächtigen Online-Angeboten für den Grimme Online Award nominiert. Am 21. Juni erhielt die Plattform den Award als einer von acht Preisträgern. Die Jury begründete dies damit, dass Politnetz politische Transparenz schaffe und ein Vorbild für Bürgerbeteiligung im 21. Jahrhundert wäre. In der Begründung des Adolf-Grimme-Instituts hiess es:

„Politnetz – Die Polit-Plattform der Schweiz schafft politische Transparenz und ist ein Vorbild für Bürgerbeteiligung im 21. Jahrhundert. Der Informationsbereich visualisiert die Abstimmungsergebnisse des Schweizer Parlaments anschaulich und ermöglicht die Filterung nach Kanton, Geschlecht oder Branche. Die Ergebnisse sind verknüpft mit den Statements und Porträts der einzelnen Politiker.
Nachfragen ist dabei ausdrücklich erwünscht: Politnetz gibt allen Schweizer Mitbürgern jederzeit eine hörbare Stimme. Die Themen und Entscheidungen des Schweizer Parlaments werden konstruktiv und auf Augenhöhe zwischen Politikern verschiedener Parteien und Bürgern diskutiert. Politnetz unterstützt dabei die Meinungsbildung: Eigene Argumente können eingebracht und auf der Plattform sowie über Facebook und Twitter zur Diskussion gestellt werden. Politiker nehmen dazu Stellung.
Ein "Radar" sammelt politisch engagierte Facebook-Seiten und zeigt ihre Reichweite und Entwicklung – ein einzigartiger Überblick über die politische Landschaft der Schweiz auf Facebook. Auch die grafische Visualisierung der Plattform ist angenehm übersichtlich und lädt dazu ein, den Raum mit Meinungen zu füllen.
Die Jury setzt mit diesem Preis ein Zeichen für politische Partizipation im Web: Während Bürgerbeteiligung in der Schweiz bereits seit langem Tradition ist, gewinnt sie auch in Deutschland zunehmend an Bedeutung. Politnetz kann dabei als Vorbild für die kommunale, landes- oder bundesweite Politik dienen. Ein wünschenswerter Ansatz auch für die Bundesrepublik.“

### Weitere Auszeichnungen
- Top 100 – Die besten Schweizer Startups 2011[22]
- Top 100 – Die besten Schweizer Startups 2012[23]
- Top 100 – Die besten Schweizer Startups 2013[24]
- Top 100 – Die besten Schweizer Startups 2014[25]
- Nominierung für den Demokratiepreis der Neuen Helvetischen Gesellschaft (Albert-Oeri-Preis) 2013[26]